# BNP Paribas Open 2022
BNP Paribas Open 2022 — тенісний турнір, що проходив на кортах з твердим покриттям у місті Індіан-Веллс, США з  7 до 20 березня. Належав до категорій ATP Masters 1000 та  WTA 1000, був турніром серії Indian Wells Open 2022 року.

## Фінальна частина

### Чоловіки, одиночний розряд
Тейлор Фріц —  Рафаель Надаль 6–3, 7–6(7–5)

### Жінки, одиночний розряд
Іга Свьонтек —  Марія Саккарі 6–4, 6–1

### Чоловіки, парний розряд
Джон Ізнер /  Джек Сок —  Сантьяго Гонсалес /  Едуар Роже-Васслен 7–6(7–4), 6–3

### Жінки, парний розряд
Сюй Їфань /  Ян Чжаосюань —  Ейджа Мухаммад /  Ена Сібахара 7–5, 7–6(7–4)